# 24 ore del Delfino
La 24 ore del Delfino è una gara podistica di ultramaratona che si disputa sulla distanza nell'arco di tempo di 24 ore.

La prima edizione della gara, risalente al 2003, si è disputata a Bergamo sulla pista di atletica del campo CONI di Via delle Valli, la seconda e la terza invece si sono disputate ad Alzano Lombardo sulla pista dello stadio Carillo Pesenti Pigna.

Dal 2006 la gara si è trasferita nel comune di Ciserano, dove i concorrenti devono gareggiare su di un tracciato stradale di 1000 metri. La lunghezza del percorso è stata misurata e certificata dai giudici FIDAL.

Durante lo svolgimento della gara su pista è previsto il cambio del senso di marcia ogni sei ore, per cui i concorrenti girano in senso orario per dodici ore e dodici in senso antiorario.

Nel tracciato stradale non è previsto il cambio del senso di marcia, in quanto sono presenti sul percorso sia curve a sinistra sia curve a destra.

Allo scadere delle 24 ore gli atleti lasciano, nel punto in cui si trovano, un segnaposto; i giudici di gara provvederanno a misurare la distanze dal punto di partenza. La distanza sarà poi sommata al numero dei giri percorsi moltiplicato per la lunghezza del giro.

Dal 2004 è stata abbinata anche la 6 ore Bergamasca gara di ultramaratona, con partenza posticipata di circa 6 ore. 
Nella gara su pista le due gare si disputano su corsie diverse (dalla prima alla quinta per la 24 ore, dalla sesta all'ottava per la 6 ore), mentre nella gara su circuito stradale il percorso è lo stesso per tutte e due le gare. 
La 24 ore del Delfino è organizzata dal gruppo sportivo ASD Runners Bergamo.

## L'origine del nome
Il nome è stato scelto per commemorare il cantante Alex Baroni che oltre ad essere un cantante era impegnato in attività di carattere sociale a Roma.
Il delfino era il logo scelto da Alex in questa sua attività.
Alla manifestazione collabora attivamente anche il Comitato Alex Baroni.

## Curiosità
La "24 ore del Delfino" è la prima 24 ore che (almeno sulla carta) ha avuto una durata di 25 ore.

La gara iniziata alle ore 10,00 di sabato 24 marzo ed ha avuto termine alle ore 11,00 di domenica 25 marzo. Nella notte tra sabato e domenica è stata introdotta l'ora legale per cui si è "persa" un'ora.

## Risultati

### Prima edizione 2003 - Pista Campo CONI - Bergamo
Atleti classificati: 40.
| Classifica femminile | Classifica femminile             | Classifica femminile |
| -------------------- | -------------------------------- | -------------------- |
| Elvira Zoboli        | Polisportiva Castelfranco Emilia | km 194,445           |
| Lorena Di Vito       | Pro Patria Milano                | km 166,222           |
| Maria Luisa Costetti | GS Lamone                        | km 158,341           |
| Classifica maschile  |                                  |                      |
| Vincenzo Tarascio    | CUCPL RUM O Connor Pub           | km 223,211           |
| Lucio Bazzana        | Ass. Pro San Pietro Sanremo      | km 210,908           |
| Antonio Mazzeo       | Easy Speed 2000                  | km 187,250           |

### Seconda edizione 2004 - Pista Campo Carillo Pesenti Pigna - Alzano Lombardo
Atleti classificati: 50.
| Classifica femminile | Classifica femminile             | Classifica femminile |
| -------------------- | -------------------------------- | -------------------- |
| Elvira Zoboli        | Polisportiva Castelfranco Emilia | km 183,344           |
| Stefania Tonnini     | Atletica Como                    | km 174,455           |
| Angela Gargano       | AS Atletica Disfida di Barletta  | km 139,146           |
| Classifica maschile  |                                  |                      |
| Remo Lavarda         | Atletica Vicentina               | km 211,397           |
| Mario Pisani         | Atletica Lolli di Zola Predosa   | km 208,997           |
| Antonio Mazzeo       | Easy Speed 2000                  | km 208,991           |

### Terza edizione 2005 - Pista Campo Carillo Pesenti Pigna - Alzano Lombardo

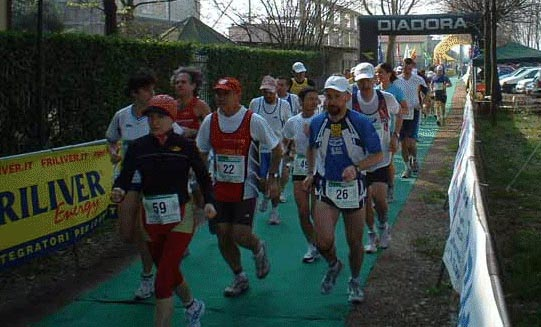
Partenza 24 ore 2006

Atleti classificati: 65.
| Classifica femminile | Classifica femminile           | Classifica femminile |
| -------------------- | ------------------------------ | -------------------- |
| Nunzia Patruno       | Atletica Pro Canosa            | km 174,951           |
| Marina Mocellin      | Atletica Lolli di Zola Predosa | km 163,983           |
| Satta Marinella      | Tranese di Torino              | km 152,977           |
| Classifica maschile  |                                |                      |
| Sergio Orsi          | GS Atletica Vinci 1975         | km 241,378           |
| Enrico Bartolini     | Atletica Capraia e Limite      | km 224,098           |
| Mario Pirotta        | Cral Banca Popolare di Bergamo | km 220,084           |

### Quarta edizione 2006 - Tracciato stradale 1000 metri - Ciserano

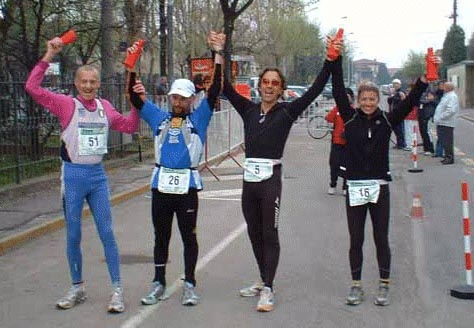
Primi tre classificati edizione 2006. Da sinistra Mario Pirotta, Giorgio Garello, Paolo Barnes e Virginia Oliveri.

Atleti classificati: 68.
| Classifica femminile | Classifica femminile           | Classifica femminile |
| -------------------- | ------------------------------ | -------------------- |
| Nunzia Patruno       | Atletica Pro Canosa            | km 191,521           |
| Monika Moling        | Sri Chinmoy Marathon Team      | km 174,728           |
| Carmela di Domenico  | Napoli Nord Marathon           | km 168,340           |
| Classifica maschile  |                                |                      |
| Mario Pirotta        | Cral Banca Popolare di Bergamo | km 223,122           |
| Paolo Barnes         | Atletica Varazze               | km 207,122           |
| Giorgio Garello      | US Dragonero                   | km 202,122           |

### Quinta edizione 2007 - Tracciato stradale 1000 metri - Ciserano

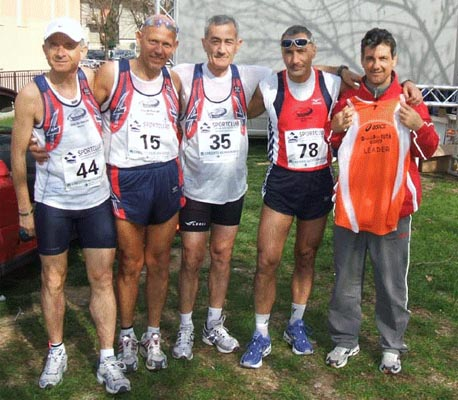
Atleti ASD Villa De Sanctis Roma prima della partenza - edizione 2007

Atleti classificati: 81.
| Classifica femminile | Classifica femminile           | Classifica femminile |
| -------------------- | ------------------------------ | -------------------- |
| Stefania Tonnini     | GS Tommy Sport                 | km 181,921           |
| Virginia Oliveri     | Atletica Varazze               | km 174,799           |
| Satta Marinella      | Tranese di Torino              | km 168,340           |
| Classifica maschile  |                                |                      |
| Mario Pirotta        | Cral Banca Popolare di Bergamo | km 232,360           |
| Luca Sala            | ASD Runners Bergamo            | km 218,654           |
| Antonio Mazzeo       | ASD Runners Bergamo            | km 213,360           |

### Sesta edizione 2008 - Tracciato stradale 1000 metri - Ciserano

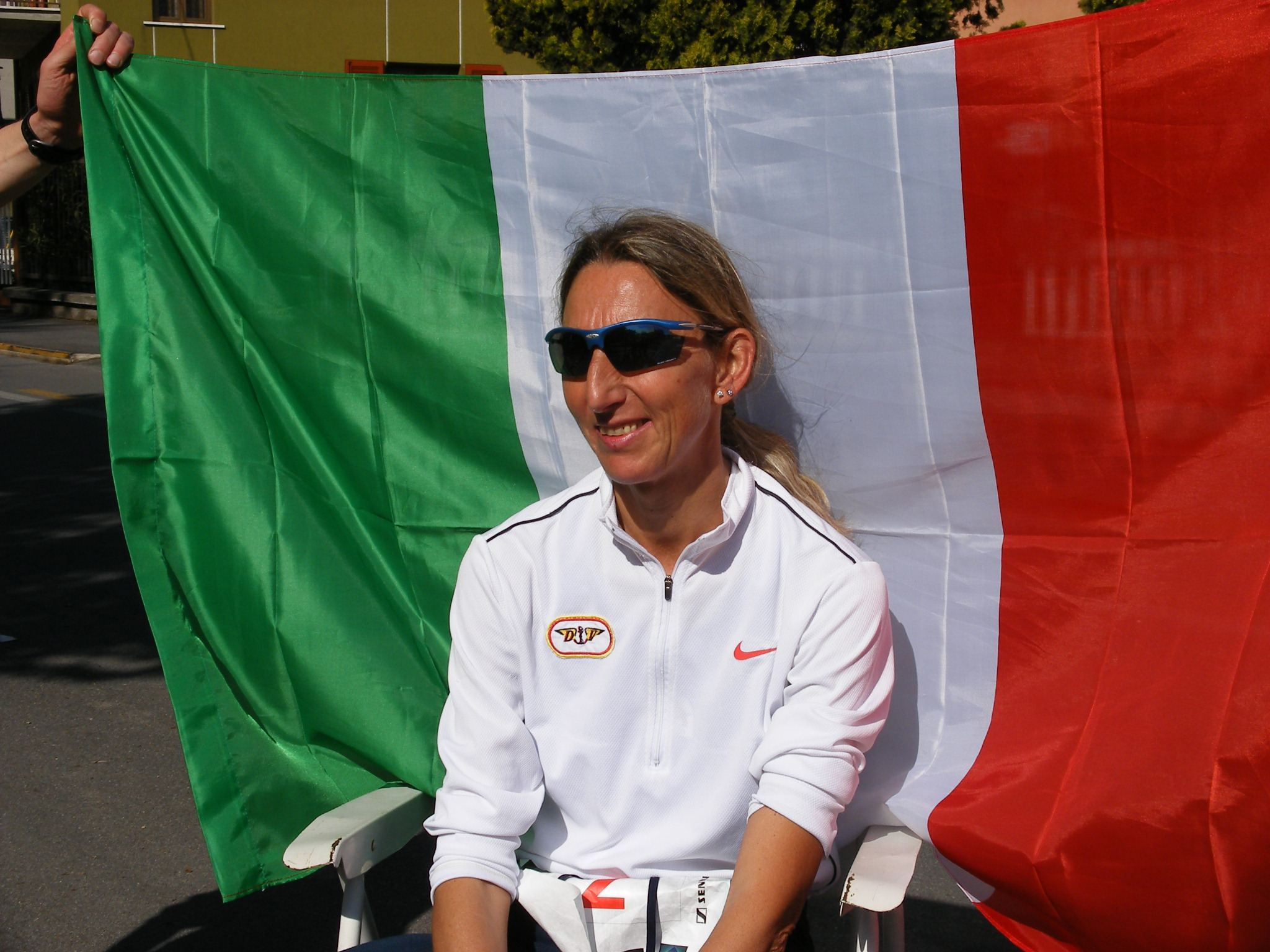
Monica Casiraghi, vincitrice nel 2008

Atleti classificati: 91.
| Classifica femminile | Classifica femminile     | Classifica femminile |
| -------------------- | ------------------------ | -------------------- |
| Monica Casiraghi     | Fila Équipe Brescia      | km 226,130           |
| Monika Moling        | Sri ChinmoyMarathon Team | km 176,130           |
| Nunzia Patruno       | Atletica Aufidis         | km 171,921           |
| Classifica maschile  |                          |                      |
| Yiannis Kouros       | Grecia                   | km 261,054           |
| Gastone Barichello   | Atletica Vimar Marostica | km 218,654           |
| Eugenio Cornolti     | ASD Runners Bergamo      | km 217,270           |

## Record della manifestazione
Yiannis Kouros - km 261,054 (anno 2008)

 Monica Casiraghi - km 226,130 (anno 2008)